# 加夫林斯科耶湖
55°04′17″N 40°46′57″E / 55.07139°N 40.78250°E

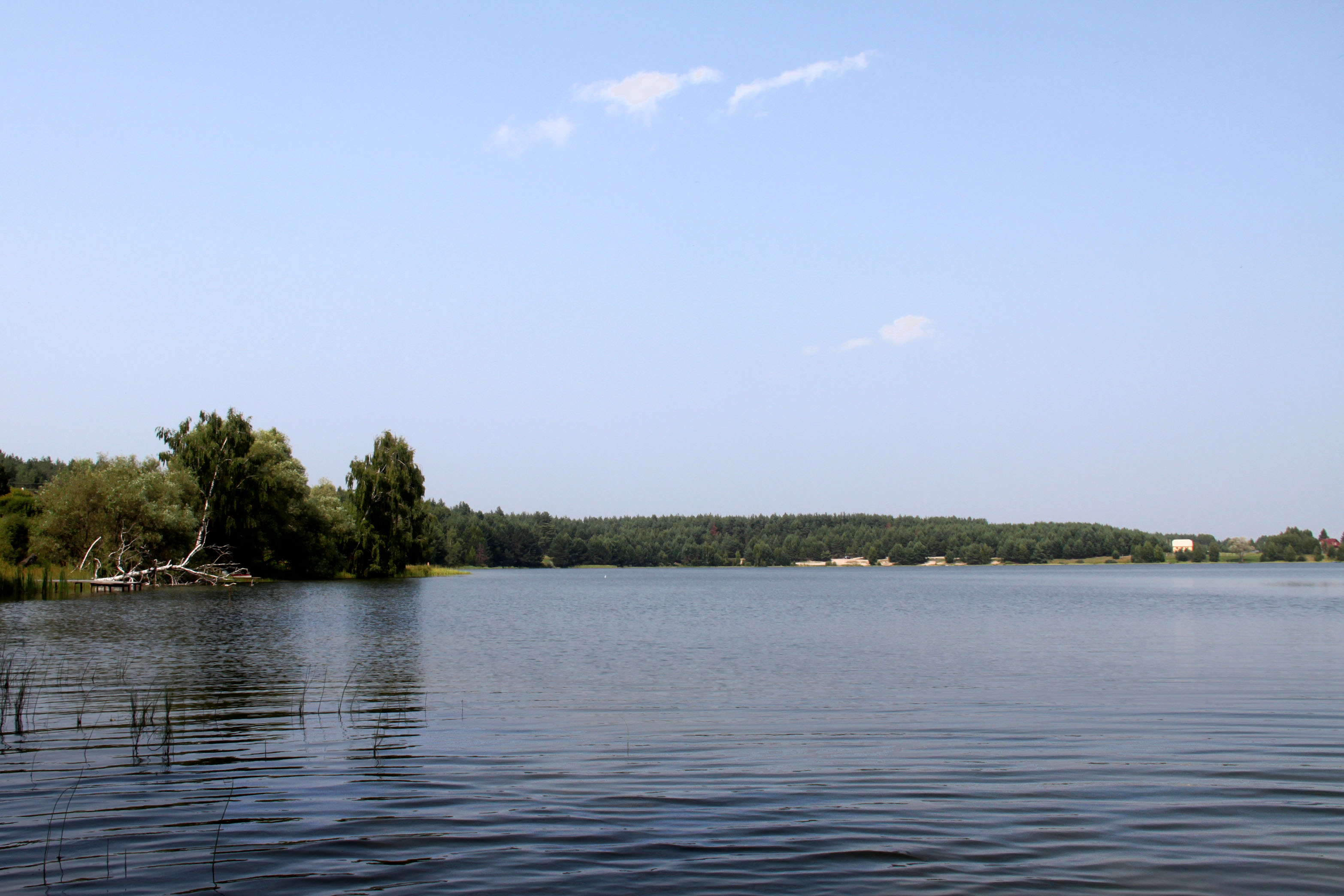

加夫林斯科耶湖（俄语：Гавринское），是俄羅斯的湖泊，位於該國西北部，由梁贊州負責管轄，處於克列皮基區，長0.66公里、寬0.5公里，面積0.28平方公里，海拔高度109米。